# Ефремов, Сергей Иванович
Сергей Иванович Ефремов (укр. Сергій Іванович Єфремов; 14 июля 1938, Клин, Московская область — 9 сентября 2016, Нижний Тагил) — советский и украинский театральный режиссёр, основатель Киевского муниципального академического театра кукол, актёр, драматург, педагог, почётный президент Украинского центра Международного Союза кукольных театров UNIMA-Украина, Народный артист Украины (2000).

## Биография
Сергей Ефремов родился в городе Клин Московской области 14 июля 1938 года. В период военной эвакуации с семьёй переехал в Ташкент, а после окончания войны, с матерью, — в Черновцы, где и провёл детство по адресу ул. Ломоносова, 14.
В городе при кинотеатре был организован театр кукол, куда и получил приглашение на участие в постановке с куклами-петрушками. Это детское увлечение ученика 6-го класса перерастает в создание своего первого театра на базе черновицкой средней школы № 26. Для спектаклей Сергей самостоятельно пишет сценарий, изготавливает кукол. Работы «Колобок», а затем «Петух и Лиса», демонстрировались на городской олимпиаде. Своими первыми постановочными планами юный режиссёр делился в письме к Сергею Образцову. Ответ мастера начинался следующими словами: «Дорогой Сергей! Когда выберешь себе пьесу, напиши, как собираешься её ставить…»
С отличием окончил Черновецкий культурно-профессиональный техникум и уже с 1956 года работал актёром Львовского театра кукол. В 1962 году окончил режиссёрский факультет Харьковского театрального института. Среди педагогов был бывший актёр театра Мейерхольда — Борис Глаголин; художник, работавший с Лесем Курбасом, — Дмитрий Власюк; ученик Таирова — Александр Скибневский и другие. В творческой биографии Сергея Ефремова неоднократно встречается понятие «первый». Он стал первым украинским профессиональным режиссёром театра кукол.
Первым профессиональным режиссёрским местом работы становится Донецкий академический областной театр кукол. Этот период работы характеризуется поисками новой драматургии. Сергей Ефремов занимался переводом польских, чешских, словацких, румынских авторов (барьер преодолевает путём самостоятельного изучения языков). Результатом работы становится первое появление европейской драматургии на сцене украинского театра кукол. Параллельно создаёт и авторские пьесы («Еще раз про Красную Шапочку», написанная в соавторстве с Сергеем Коганом, была поставлена во многих театрах Союза; «Котик и петушок», «Сестрица Алёнушка и братец Иванушка», «Три поросёнка» и другие, написанные в соавторстве с Григорием Усачом, не сходят с театральных подмосток и по сей день).
Новый этап приходится на 1970 год, когда Сергей Ефремов основывает Хмельницкий областной кукольный театр, в котором работает по декабрь 1976 года. Далее были должность режиссёра в Одесском областном кукольном театре и руководство Киевским государственным академическим театром кукол. В 1983-м году под руководством Сергея Ефремова создаётся Киевский городской театр кукол, которому он посвящает себя вплоть до выхода на пенсию. Прощание со сценой состоялось 12 июля 2016 года в рамках творческого вечера «Я всю жизнь играю в куклы».
Он <Сергей Ефремов> для украинского театра кукол такая же знаковая фигура, как Ян Малик для чешского, Ян Вильковский для польского, Пол МакФарлин для американского или Сергей Образцов для российского театра кукол.
Серей Ефремов стал первым Народным артистом Украины среди кукольников (2000 год). Его спектакли отмечены дипломами на международных фестивалях в Польше, Югославии, Венгрии, Австрии, Швейцарии, Германии, Словакии, Франции, Португалии и Мексике. Постановки в разные годы осуществлены в театрах Украины, России, Беларуси (Могилёв), Польши (Валбжих, Белосток, Ломжа), Словакии, Франции (Бельфор). Суммарно за режиссёрскую карьеру осуществил постановки более 180 спектаклей. Стал первым президентом украинского центра Международного Союза кукольных театров UNIMA-Украина (1992—2009), а с 2009 года — его почётным президентом.
Стал одним из основателей и преподавателем кафедры театра кукол Киевского национального университета театра, кино и телевидения имени И. К. Карпенко-Карого. Преподавал на кафедре «Куклы на эстраде» в Киевской муниципальной академии эстрадного и циркового искусств.
Спустя полтора месяца после выхода на пенсию, 9 сентября 2016 года, Сергей Ефремов скончался в России, до этого переехав туда к родственникам. О смерти легендарного кукольника стало известно только к Новому году, вследствие чего об уходе из жизни знаковой для кукольного мира фигуры не сообщило практически ни одно СМИ. Первый посмертный материал опубликовал журнал «Український театр» (выпуск 5-6 за 2016 год) в котором своими воспоминаниями о мастере делятся коллеги-кукольники Сергей Брижань, Леонид Попов, Михаил Урицкий, Борис Голдовский.

### Семья
- Супруга — Элеонора Смирнова (1940—2012), актриса кукольного театра, Заслуженная артистка Украины

## Театр

### Актёрские работы
- «Божественная комедия» И. Штока — Адам (Хмельницкий академический областной кукольный театр)
- «Концерт»

### Режиссёрские работы
Поставил в общей сложности более 180 спектаклей.
Донецкий академический областной театр кукол
- «Чёртова мельница»
- 1966 — «Сказка про жадного Серёжку» Софьи Прокофьевой

Хмельницкий академический областной кукольный театр
- 1970, 3 ноября — «Восставшие джунгли» С. Ефремова и Сергея Когана
- 1973, сентябрь — «Гусёнок» Н. Гернет и Т. Гуревич[17]
- 1974, 2 марта — «Эгле, королева ужей» С. Нерис[5] (спектакль удостоен Всесоюзного диплома 2-й степени в 1973 году)
- «Козлята и Серый Волк» Е. Гимельфарба[18]
- «Стойкий оловянный солдатик» Всеволода Данилевича по мотивам сказки Х. Андерсена[19]
- «Чумацкий шлях»[20]

Крымский академический театр кукол (Симферополь)
- 1996 — «Украинский вертеп»[21]

Пермский театр кукол
- 1996 — «Я, ты и кукольник» Хенрика Юрковского[22]

Могилёвский театр кукол
- 2001, 2 июня — «Дикие лебеди» И. Заграевской по мотивам сказки Х. Андерсена[23]
- «Сказка о добром Чертёнке» М. Кулеши[15]

Житомирский академический областной театр кукол
- 2005 — «Мой хозяин Дон Жуан» С. Ефремова[24]

Николаевский областной кукольный театр
- 2006 — «Цветик Семицветик» Г. Усача и С. Ефремова[25]
- 2006 — «Сказка о рыбаке и рыбке» А. Пушкина

Днепропетровский городской театр кукол
- 2013 — «Лисичка-сестричка и Волчик-братик» В. Нестайко по мотивам украинских сказок[26]

Киевский муниципальный театр кукол
- 1982 — «Бука» М. Супонина
- 1982 — «Добрый Хортон» Е. Чеповецкого
- 1982 — «Сказка о рыбаке и рыбке» А. Пушкина
- 1983 — «На планете облаков» Х. Мянда
- 1983 — «Прыгающая принцесса» Ладислава Дворского (спектакль удостоен Всесоюзного диплома в 1984 году)
- 1983 — «Новый год и Белый Кот» И. и Я. Златопольских
- 1984 — «Цветик Семицветик» Г. Усача и С. Ефремова
- 1984 — «Маленький принц» А. Сент-Экзюпери
- 1984 — «Как казак короля проучил» Г. Усача
- 1985 — «Победители» П. Висоцкого
- 1985 — «Чудя, Пугач и Шатало» М. Рогожина
- 1985 — «Снежная королева» Н. Ланге по мотивам сказки Х. К. Андерсена
- 1985 — «Бегемотик Бантик» И. и Я. Златопольских
- 1986 — «Северная сказка» И. Заграевской
- 1986 — «Домик лубяной, домик ледяной» Н. Новоселицкой
- 1987 — «Русская соль» Ю. Сидорова (спектакль удостоен Республиканского диплома 1-й степени в 1989 году)
- 1988, 30 мая — «Отважный ягнёнок» Нелли Осиповой по мотивам грузинских народных сказок. Спектакль восстановлен 30 июня 2012 года
- 1988 — «Морозко» М. Шуриновой по мотивам русской народной сказки
- 1990 — «Ярмарочные сплетни» И. и Я. Златопольских
- 1991 — «Мать Олениха» Л. Улицкой по Ч. Айтматову
- 1991 — «Я, ты и кукольник» Хенрика Юрковского
- 1992 — «Украинский вертеп»
- 1993, 18 апреля — «Три поросёнка» Г. Усача и С. Ефремова
- 1994 — «Всё будет хорошо» С. Ефремова и И. Уваровой по дневникам Януша Корчака (спектакль стал лауреатом премии «Киевская пектораль» за 1994 год)
- 1996 — «Мама для мамонтёнка» Дины Непомнящей
- 1997 — «Котик и петушок» Г. Усача и С. Ефремова
- 1998 — «Приключения Каштанчика» В. Орлова
- 1998 — «Маленький Мук» М. Чесала
- 1998 — «Ворон» К. Гоцци (спектакль стал лауреатом премии «Киевская пектораль» за 1998 год) [27]
- 1988 — «Новогодние приключения» В. Гайдая
- 1999 — «Айболит против Бармалея» В. Коростылёв по сказке К. Чуковского
- 2000 — «Лисичка-сестричка и Волчик-братик» В. Нестайко по мотивам украинских сказок
- 2000 — «Рождественская колыбельная» Б. Бойко
- 2000 — «Винни-Пух» А. Милна
- 2001 — «Дикие лебеди» И. Заграевской по мотивам сказки Х. Андерсена
- 2002 — «Кошкин дом» С. Маршака
- 2003 — «Малыш и Карлсон» Г. Усача по мотивам сказки А. Линдгрен
- 2003 — «Карлсон и Фрекен Бок» Г. Усача по мотивам сказки А. Линдгрен
- 2003 — «Снегурочкин концерт» С. Ефремова
- 2004, 10 апреля — «Кот в сапогах» М. Шувалова по мотивам сказки Ш. Перро
- 2004, 4 сентября — «Принцесса на горошине» Натальи Бурой и Элеоноры Смирновой по мотивам сказки Х. Андерсена
- 2005, 4 сентября — «Золушка» Светланы Куролех по мотивам сказки Ш. Перро и киносценария Е. Шварца
- 2006, 9 сентября — «Буратино» А. Борисовой по мотивам сказки А. Толстого
- 2007, 3 мая — «Наталка-Полтавка» И. Котляревского (спектакль стал лауреатом премии «Киевская пектораль» за 2007 год)
- 2008, 6 апреля — «Сестрица Алёнушка и братец Иванушка» Г. Усача и С. Ефремова
- 2009, 24 октября — «Весёлые медвежата» Марии Поливановой
- 2010, 2 октября — «Приключения Тигрёнка» Софии Прокофьевой
- 2012, 8 декабря — «Белоснежка» Г. Усача по мотивам сказки Братьев Гримм
- 2014, 27 декабря — «Снежный цветок» С. Козлова (спектакль стал лауреатом премии «Киевская пектораль» за 2014 год)
- 2015, 1 июня — «Терем-Теремок» С. Маршака
- 2015, 19 декабря — «Мама для мамонтёнка» Дины Непомнящей

## Пьесы
в соавторстве с Сергеем Коганом
- «Восставшие джунгли»
- «Еще раз про Красную Шапочку»

в соавторстве с Григорием Усачом
- «Котик и петушок»
- «Сестрица Алёнушка и братец Иванушка»
- «Три поросёнка»
- «Цветик Семицветик»

в соавторстве с И. Уваровой
- «Всё будет хорошо» (по дневникам Януша Корчака)

## Награды и признание
- 1973 — Заслуженный артист Украинской ССР
- Спектакль «Чумацкий шлях» — лауреат Гран-При Международного фестиваля театров кукол «Театр в чемодане» (Ломжа, Польша)[28]
- 1994 — Лауреат театральной премии «Киевская пектораль» в номинации «Лучший спектакль для детей» («Всё будет хорошо»)
- 1998 — Лауреат театральной премии «Киевская пектораль» в номинации «Лучший спектакль для детей» («Ворон»)
- 1998 — Благодарность главы Киевской городской государственной администрации
- 2000 — Народный артист Украины
- 2002 — Благодарность Кабинета министров Украины
- 2003 — Почётная грамота Киевского городского головы
- 2005 — Лауреат театральной премии «Киевская пектораль» за весомый вклад в театральное искусство
- 2007 — Лауреат театральной премии «Киевская пектораль» в номинации «Лучший спектакль для детей» («Наталка-Полтавка»)
- 2007 — Почётная грамота Министерства культуры и туризма Украины
- 2007 — Почётная грамота Национального союза театральных деятелей Украины
- 2008 — Нагрудный «Знак Почёта» Киевского городского головы
- 2008 — Почётная грамота Кабинета министров Украины
- 2014 — Лауреат театральной премии «Киевская пектораль» в номинации «Лучший спектакль для детей» («Снежный цветок»)